# Rundnasen-Grenadier
Der Rundnasen-Grenadier (Coryphaenoides rupestris) ist ein Meeresfisch aus dem kühlen nördlichen Atlantik. Sein Verbreitungsgebiet reicht von der Küste Norwegens, südlich bis in die Biskaya und über Island und den Süden Grönlands bis zur Baffininsel und Neufundland.

## Merkmale
Wie alle Grenadierfische hat der Rundnasen-Grenadier einen langgestreckten Körper, der sich von vorn nach hinten immer mehr verjüngt und in einer schwanzflossenlosen Spitze ausläuft. Der eigentliche Rumpf (Abdomen) ist kurz, den größten Teil der Körperlänge macht der Schwanz aus. Der Rundnasen-Grenadier wird maximal 1,10 Meter lang, bei einem Maximalgewicht von 1,69 kg. Für gewöhnlich bleibt er bei einer Länge von 80 bis 90 Zentimeter. Der Vorderteil des breiten Kopfes ist abgerundet und vollständig beschuppt. An der Unterkieferspitze sitzt eine kleine Bartel. Die kleinen, konischen Zähne auf der Prämaxillaren sind in drei Reihen angeordnet, die sich vorne zu einer vereinen. Die Zähne der äußeren Reihe sind leicht vergrößert. Auf dem Unterkiefer befinden sich ein oder zwei unregelmäßige Zahnreihen.
Die Fische sind von brauner bis grauer Farbe, Flossen, Mund- und Kiemenraum sind schwärzlich bis dunkel graubraun. Am Beginn der ersten Rückenflosse sitzt ein kräftiger Stachelstrahl, der an seiner Vorderseite gesägt ist. Es folgen acht bis elf Weichstrahlen. Die zweite Rückenflosse ist weniger hoch als die Afterflosse. Der Ansatz der zweiten Rückenflosse liegt weit hinter dem der Afterflosse. Die kehlständigen Bauchflossen haben 7 bis 8 Flossenstrahlen, von denen die äußeren verlängert sind und etwa die Kopflänge erreichen. Rundnasen-Grenadiere besitzen bis zu 31 zurückgebogene, lange und dünne Pylorusschläuche. Das maximal festgestellte Alter liegt bei 54 Jahren.

## Lebensweise
Der Rundnasen-Grenadier lebt bathypelagisch in Tiefen von 180 bis 2600 Metern, am häufigsten zwischen 400 und 1200 Metern. Er ernährt sich von Fischen und Wirbellosen, vor allem von pelagischen Krebstieren, wie Garnelen, Flohkrebsen und Cumacea. Außerdem frisst er Kopffüßer. Unter den Fischen bilden die Laternenfische den wichtigsten Bestandteil seiner Nahrung.

## Fortpflanzung
Die Fische laichen im Sommer, südlich von Island und den Färöerinseln im Juli und August in Tiefen von 600 bis 1200 Metern. Ein Weibchen kann 12.000 bis 35.000 Eier legen, laicht aber nur jedes zweite Jahr. Männchen paaren sich jährlich. Die Eier haben einen Durchmesser von 2,6 mm und treiben pelagisch in größeren Tiefen. Bei einer Wassertemperatur von 3,5 bis 5 °C schlüpfen die Larven im Herbst, nach 2 bis 3 Monaten. Sie ernähren sich vor allem von Ruderfußkrebsen der Gattung Calanus, die zu dieser Zeit in tieferes Wasser wandern. Die Jungfische wachsen langsam. Männchen werden mit 40 cm geschlechtsreif, Weibchen mit einer Länge von 60 cm.

## Nutzung
Rundnasen-Grenadiere werden während des Sommers, wenn sie sich zum Laichen in Schwärmen versammeln, mit Grund- und Schwimmschleppnetzen gefangen. Sie gelten als überfischt.